# Karpokrat
Karpokrat iz Aleksandrije (2. vijek) je bio osnivač gnostičke sekte koja je djelovala u prvoj polovini 2. vijeka i svoje učenje temeljila na Evanđelju po Hebrejima. Jedini izvor o Karpokratu predstavljaju Irinej i Klement Aleksandrijski koji su se protivili njegovom učenju i opisali njegove sljedbenike kao libertince.
Grčki filozof Kels je oko 178. godine pisao protiv raznih hrišćanskih zajednica, koje je video kao pretnju rimskoj državi. Između ostalih, on pominje i Karpokratijane, sledbenike Karpokrata, koji imaju tradiciju prenošenja znanja od „Salome učenice“.

## Spoljašnje veze
- Irenaeus, Against Heresies Book i.xxv
- Clement, Stromateis Book iii.ii
- Carpocrates and the Carpocratians (New Schaff-Herzog Encyclopedia)
- '’Saint Carpocrates (and The Libertine Companions of Antinous)